# Miguel Ángel Espinel
Miguel Ángel Espinel Romero (San Cristóbal, estado Táchira, 4 de diciembre de 1895 - † Caracas, 21 de febrero de 1968) fue un intérprete musical, docente y compositor venezolano, autor de la música del himno del estado Táchira.

## Biografía
Estudió en el Colegio del Sagrado Corazón de Jesús de su ciudad natal, siendo formado inicialmente en nociones musicales por su padre Próspero Espinel y docentes musicales que impartían sus conocimientos en San Cristóbal. 

### Himno del estado Táchira
En diciembre de 1912, el entonces presidente del estado Táchira, general Pedro Murillo, llamó a concurso para la composición de un nuevo himno para el estado al cual Espinel, de 17 años, se presentó bajo un seudónimo, resultando su composición la ganadora, y seleccionada como nuevo himno del estado en junio de 1913, las líricas del himno Las Glorias de la Patria fueron escritas por poeta Ramón Eugenio Vargas. Fue interpretado por primera vez el 5 de julio de 1913 en el acto oficial de la celebración de la independencia del país.

### En Caracas
Estimulado por este primer y prematuro éxito el joven Espinel se traslada a Caracas en 1914 para ampliar su formación en la Academia de Música y Declamación, donde continuó su formación académica en violín. En esta época formó parte de la orquesta del Teatro Municipal de Caracas y de la Banda Marcial Caracas la cual era entonces dirigida por Pedro Elías Gutiérrez.

### Labor docente
En la década de 1920 viaja a Europa a ampliar su formación y a su regreso se convierte en director de su alma mater, la Academia de Música y Declamación. De esta forma tuvo la responsabilidad de la formación de los futuros músicos del país en sus manos, alguno de los violinistas más destacados de la nueva generación de músicos académicos de Venezuela como José Clemente Laya y Luis Felipe Ramón y Rivera recibieron los conocimientos impartidos por Espinel.
En 1932 regresa a San Cristóbal donde fue responsable de la Academia Palacios participando en la formación y aprendizaje de la pianista venezolana Judith Jaimes. 
Hacia el final de su vida se le encarga la dirección de la Escuela de Música del Táchira, en la que habría de permanecer durante un breve período. Posterior a su muerte en 1968, esta institución recibe su nombre.

## Algunas obras
- Las Glorias de la Patria (marcha)
- La Zagala (vals)
- Nereidas del Torbes (vals)
- Caracas Artística (vals)
- 19 de abril (vals)
- Noche estival

http://www.em-miguelangelespinel.com/